# Stopa mennicza Graumanna
Stopa mennicza Graumanna – stopa mennicza wprowadzona w Prusach w 1750 r., wg której z jednej grzywny kolońskiej czystego srebra bito 14 talarów.
Stopa obejmowała również złote dukaty i friedrichsdory (równe 5 srebrnym talarom), talary Rzeszy, dobre grosze srebrne (równe 1/24 talara), grosze pruskie (równe 1/90 talara). Stopa Graumanna zachowywała stare, odrębne nominały jak tymf, szóstak, trojak, półtorak i szeląg, bite w mennicy w Królewcu, dla ułatwienia obrotów handlowych z Rzecząpospolitą. Stopa została odrzucona przez Rzeczpospolitą Obojga Narodów w czasie reformy monetarnej z 1766 r. na rzecz austriackiej stopy konwencyjnej. W Rzeczypospolitej została przyjęta dopiero w 1794 r., na rok przed III rozbiorem Polski.